# Trambaix
El Trambaix es una red de tranvía operada por Tram que enlaza diversos municipios de la comarca del Bajo Llobregat con la ciudad de Barcelona (España). Entró en servicio el 5 de abril de 2004, después de un fin de semana en el que los ciudadanos pudieron utilizarlo de forma gratuita. Este vehículo fue diseñado para Alstom Transporte en 2002 por el equipo de Integral Design and Development, liderado por Fernando Tellechea. El Trambaix incluye tres líneas (T1, T2 y T3). El recorrido empieza en la Plaza Francesc Macià de Barcelona y recorre la avenida Diagonal en sentido río Llobregat, en un trayecto que pasa por Hospitalet de Llobregat, Esplugas de Llobregat, Cornellá de Llobregat, San Juan Despí, San Justo Desvern y San Feliú de Llobregat.
Su nombre proviene de la unión de Tram, que es el nombre comercial del operador  Tramvia Metropolità, y Baix, que parte del nombre de la comarca catalana del Bajo Llobregat, comarca a parte de cuyos municipios da servicio.

## Historia
La historia del Trambaix comienza en 1990, cuando varios ayuntamientos de la comarca del Bajo Llobregat solicitaron el estudio para una futura prolongación de la línea 3 del Metro desde Zona Universitària.
En 1992, la Entidad Metropolitana del Transporte (EMT), convocó un concurso para la construcción, financiación y explotación de un tranvía que uniera la Diagonal con San Justo Desvern, San Juan Despí y Cornellá de Llobregat. Dicho concurso acabaría el 15 de octubre del mismo año, si bien la EMT lo prorrogaría hasta el 30 de noviembre de 1992.
Cinco grupos prestaron sus ofertas. Si bien cuatro de ellos (GEC Alsthom, Siemens, Adtranz y CAF) son los elegidos el 4 de marzo de 1993, la realidad es que pronto surgirían las discrepancias políticas sobre la financiación de la obra (curiosamente uno de los puntos que se solicitaban a las ofertantes en el pliego de condiciones), con lo que el proyecto se dejó de lado por un tiempo a pesar de las peticiones constantes de los alcaldes de las zonas afectadas.
Hasta mediados de 1996 no vuelve a salir a la luz pública la construcción, con carácter experimental, de 640 metros de vía, en la parte de la Diagonal entre la plaza de la Reina María Cristina y Entenza. En la obra, cuyo proyecto fue elaborado por la empresa Barcelona Regional, participaron el Ayuntamiento de Barcelona y TMB, así como los cuatro grupos ganadores del concurso de ideas del año 1993, que agrupaban a las diferentes empresas dedicadas a la construcción y a la fabricación del material tranviario, así como a las empresas explotadoras del servicio.
Una mañana lluviosa, del día 8 de enero de 1997, comienza las obras de construcción de los 640 metros de plataforma. Con la llegada de la primera unidad de ensayo, el 21 de abril, y la colocación de la catenaria en el mes de mayo se iniciaron las pruebas de rodadura antes de ser presentado a las primeras autoridades en viaje oficial el 31 de mayo de 1997.

### La primera prueba
La primera prueba se inició el 8 de junio de 1997 con un tranvía cedido por el constructor francés Alstom, propiedad de la red de Grenoble. Estas pruebas fueron interrumpidas el 12 de julio del mismo año reanudándose el 20 de septiembre con la unidad alemana de Siemens y su prototipo Combino, que estuvo en servicio hasta el 2 de diciembre, en que tomó el relevo del servicio, de nuevo, el tranvía francés hasta la clausura de las prueba, en enero de 1998.
Durante los meses que prestaron servicio ambos tranvías, transportaron un total de 400.000 viajeros aproximadamente, lo que representó unos 2700 viajeros/día de promedio, según datos facilitados por TMB. Una de las quejas más frecuentes de los pasajeros de la época estival era la falta de aire acondicionado, debido al intenso calor de la época.

### El primer servicio
El servicio tenía un horario establecido de 10 de la mañana hasta las 14 horas del mediodía, para ser nuevamente reanudado desde las 16.30h hasta las 20.30h de la tarde. Como complemento a la prueba se estableció un billete único de ida y vuelta al precio simbólico de 25 pesetas (unos 15 céntimos de euro).
En realidad, existieron cuatro constructores que tenían previsto ceder material para la prueba, pero dos de ellos (Adtranz y CAF) declinaron a última hora su participación.
Pero este proyecto, este Tranvía del Diagonal, tan solo fue una prueba piloto; aun quedaría 7 años más para ver circular definitivamente el Trambaix.
El 22 de junio de 2001, el entonces presidente de la Generalidad de Cataluña, Jordi Pujol, presidió la ceremonia del acto de colocación de la primera piedra del Trambaix, y al mes siguiente, el 23 de julio de 2001, comenzaron las obras definitivamente (primero con el desmantalamiento de la línea piloto de la Diagonal).

### La inauguración

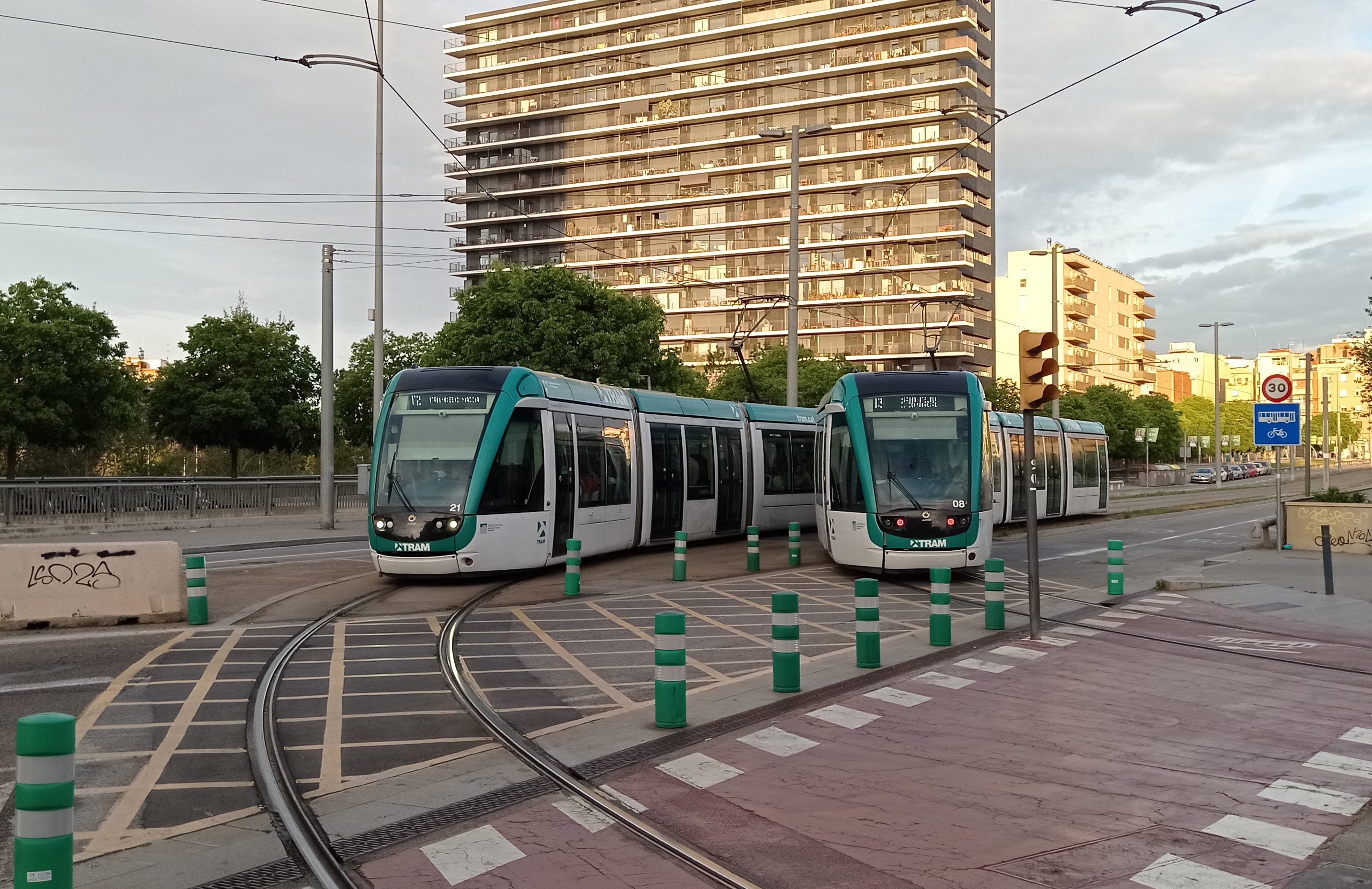
Cruce de tranvías cerca de la Estación Ernest Lluch

Las obras duraron prácticamente hasta el año 2004, y en verano de 2003 comenzaron a llegar las primeras unidades del Trambaix para realizar pruebas de circulación. Al iniciarse el año 2004, el Trambaix pasó por la fase final de pruebas en vacío en el que se realizaron viajes en todo el trayecto sin pasajeros. Durante esta fase el tranvía sufrió diecinueve accidentes: choques contra turismos que no respetaban la nueva señalización y dos descarrilamientos: una por desprenderse una rueda y la otra por un fallo en el cambio de agujas de la Plaza Francesc Macià.
El 3 de abril de 2004 comenzó el servicio regular del TramBaix. La elección de la fecha de inauguración se hace para coincidir con el 25 aniversario de las elecciones municipales de 1979, como homenaje a todos los municipios por los cuales transcurrirá el tranvía, tanto en su tramo inicial como los que se pondrán en marcha posteriormente. Los primeros días fue un éxito de público, tal que afecto al servicio al ir los tranvías llenos y hacer las paradas más largas para que subieran todos ellos. Hechos que provacaron incrementos de las frecuencias con las que debían circular.
En un principio la línea T3 circuló limitada hasta Montesa porque no estaban acabadas las obras hasta San Justo Desvern. El 29 de mayo de 2004 se alargó hasta la siguiente parada de Sant Martí de l'Erm.
El 26 de diciembre de 2005, comenzó a circular línea T3 en blanco por San Justo Desvern, es decir, hizo la circulación con normalidad, parando en cada estación, pero aun sin pasajeros. Era el último paso antes de poner en funcionamiento la prolongación de la línea T3 a San Justo Desvern. La prolongación, de 1600 m arranca de Sant Martí de l'Erm, en el término de San Juan Despí, y da servicio a las nuevas paradas de Rambla de Sant Just, Walden y Consell Comarcal (ahora Torreblanca).
El día 5 de enero de 2006, en un mediodía gris, a las 12:20 h llegó el primer tranvía con viajeros a la parada de Consell Comarcal. Se trataba del número 13 y venía repleta de aficionados al tranvía y cargos oficiales. A la atarder, a partir de las 19.45 h de ese mismo día, el nuevo tramo quedó inaugurado de cara a la ciudadanía, después de que los Reyes Magos de Oriente llegaran a San Justo Desvern con este nuevo medio de transporte.
El 21 de abril de 2007 se abrió al público la extensión de la T3 hasta Sant Feliu-Consell Comarcal y se cambió de nombre de la estación de Consell Comarcal por el de Torreblanca.
En el año 2009 desaparecio la parada San Ramon, por un recorte para ahorrar tiempo y dio lugar a la actual parada Ernest Lluch

## Líneas

### T1 y T2
Las líneas T1 y T2 se inauguraron el 3 de abril de 2004.
La T1 solo funciona los días laborables, hace el recorrido Francesc Macià-Bon Viatge con vía doble en todo el trazado y tiene 21 estaciones, también funciona de manera excepcional en fines de semana y festivos, en sentido Bon Viatge, cuando el tranvía tiene que dirigirse a cocheras, finalizando así su servicio.
La T2 funciona todos los días de la semana, hace el mismo recorrido que el T1 hasta Bon Viatge donde continua hasta Llevant - Les Planes en vía única y tiene 24 estaciones.
Ambas tienen correspondencia con la línea T3 desde Montesa hasta Francesc Macià, con la L3 del metro en María Cristina, Palau Reial y Zona Universitaria, con la L5 del metro en Cornellà Centre, con la L9 en Zona Universitària y Rodalies de Catalunya en Cornellà Centre.
Las estaciones son:

### T3
Inauguración:
- 3 de abril de 2004: apertura del tramo Francesc Macià-Montesa
- 29 de mayo de 2004: apertura del tramo Montesa-Sant Martí de l'Erm (tramo de vía única)
- 5 de enero de 2006: apertura del tramo Sant Martí de l'Erm-Consell Comarcal (vía única entre Sant Martí de l'Erm y Rambla de Sant Just)
- 21 de marzo de 2007: cambio de nombre Consell Comarcal > Torreblanca y apertura del tramo Torreblanca-Sant Feliu | Consell Comarcal.
- 10 de enero de 2010: cambio de nombre Sant Martí de l'Erm > Hospital Sant Joan Despí | TV3 para separarla de la estación terminal de la T2, que también cambió de nombre (Sant Martí de l'Erm > Llevant - Les Planes).

Actualmente la T3 hace el recorrido Francesc Macià-Sant Feliu | Consell Comarcal con un total de 20 estaciones y hace el mismo recorrido que las T1 y T2 hasta Montesa donde continúa hasta Sant Feliu | Consell Comarcal.

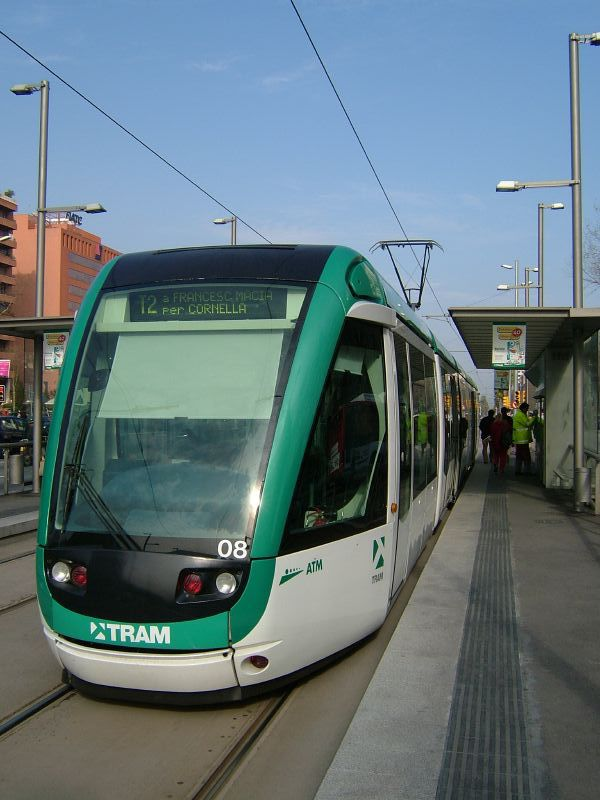
Imagen de un tranvía Citadis de la serie 302 en la avenida Diagonal

Las estaciones son:

## Material rodante
El TramBaix posee 23 unidades tranviarias.
El vehículo que recorre las líneas de Trambaix así como las de Trambesòs es el modelo Citadis de Alstom serie 302, en su variante "Barcelona" (verde mar y blanco). La serie 302 se distingue por componerse de 5 módulos y 3 bogies. Es ligero (aluminio con refuerzos de acero), de piso bajo (a 35 centímetros del suelo), tracción eléctrica y modulable, con dos cabinas de conducción. Cada unidad mide 32 metros y tiene un ancho de 2,65 metros. Disponen de cámaras de video de vigilancia, aire acondicionado, alarmas, teleindicadores, 64 asientos y espacio para bicicletas entre otras facilidades. En el 2012 se le añadieron, pantallas de televisión donde se emiten imágenes de TV3 sin audio. Fueron fabricados en la planta de Alstom de Santa Perpetua de Moguda. Actualmente se cuentan 23 para toda la red Trambaix.
Las cocheras del Trambaix están situadas en San Juan Despí entre Fontsanta | Fatjó y Bon Viatge.
El Consejo Comarcal está estudiando la instalación del Busbaix con plataforma reservada y utilizará en parte la plataforma del Trambaix usará autobuses MAN CTR en un primer anteproyecto y aunque el alcalde de San Baudilio no descarta en un futuro convertirla en vía tranviaria personalmente la desestima por muy cara, pero se está estudiado la implantación del trolebús biarticulado modelo Neoplan N6321 Electroliner con capacidad para 240 pasajeros.